# قلعه محمدبیگ
قلعه محمدبیگ (خمین)، روستایی از توابع بخش مرکزی شهرستان خمین در استان مرکزی ایران است.

## جمعیت
این روستا در دهستان گله‌زن قرار دارد و براساس سرشماری مرکز آمار ایران در سال ۱۳۸۵، جمعیت آن ۱۵ نفر (۵خانوار) بوده‌است.